# Sebastián Caicedo
Sebastián Caicedo, właściwie Juan Sebastián Caicedo Londoño (ur. 12 listopada 1981 roku w Cali) – kolumbijski aktor telewizyjny. Studiował w Academy of Alfonso Ortiz. Od 2008 związany jest z Carmen Villalobos.

## Wybrana filmografia

### Filmy fabularne
- 2012: La captura jako Cabo Tabares

### Seriale TV
- 2004: Todos quieren con Marilyn jako Carlos Alberto "Beto" Camacho
- 2005: Królowie (Los Reyes) jako Francisco Guerrero
- 2005: El baile de la vida jako Román Zambrano
- 2006: Amores Cruzados jako Ramón Márquez García
- 2007: Nadie es eterno en el mundo jako Tyson Bernal
- 2008: Kocham cię na zabój (La quiero a morir) jako Camilo Mondragón
- 2008: Sin Senos no hay Paraiso jako David
- 2009: Bananowa młodzież (Niños Ricos, Pobres Padres) jako Esteban San Miguel
- 2010: Reto de mujer jako Guillermo Suárez
- 2011: Los Canarios jako Rodrigo Vidal "Rocky"
- 2013: Mentiras perfectas jako Iván Perea
- 2014-: El Señor de los Cielos jako El Tostado Yepes / Eleazar Yepes
- 2015: La esquina del diablo jako Cristo Rodríguez